# Lijst van gemeentelijke monumenten in Leidschendam-Voorburg
Deze lijst geeft een overzicht van de gemeentelijke monumenten in de gemeente Leidschendam-Voorburg. Meer afbeeldingen daarvan zijn te vinden in de categorie Gemeentelijke monumenten in Leidschendam-Voorburg op Wikimedia Commons. 

## Leidschendam
De plaats Leidschendam kent 60 gemeentelijke monumenten. Zie de Lijst van gemeentelijke monumenten in Leidschendam.

### Veur
De kern Veur kent 197 gemeentelijke monumenten. Zie de Lijst van gemeentelijke monumenten in Veur.

## Stompwijk
De plaats Stompwijk kent 43 gemeentelijke monumenten. Zie de Lijst van gemeentelijke monumenten in Stompwijk.

## Voorburg
De plaats Voorburg kent 141 gemeentelijke monumenten. Zie de Lijst van gemeentelijke monumenten in Voorburg.